# Major Payne
Pour plus de détails, voir Fiche technique et Distribution.
Major Payne est un film américain réalisé par Nick Castle, sorti en 1995.

## Synopsis
Le Major Benson Willifred Payne des forces spéciales des marines des États-unis se retrouve au chômage, le monde n'ayant plus besoin d'homme comme lui. Incapable de faire face à la vie civile, il est envoyé dans le régiment militaire de l'académie pour enfants de Madison.

## Fiche technique
- Titre : Major Payne
- Réalisation : Nick Castle
- Scénario : Dean Lorey, Damon Wayans et Gary Rosen
- Musique : Craig Safan
- Photographie : Richard Bowen
- Montage : Patrick Kennedy
- Production : Eric L. Gold et Michael I. Rachmil
- Société de production : Universal Pictures et Wife 'n' Kids
- Société de distribution : Universal Pictures
- Pays : États-Unis
- Langue : Anglais, Vietnamien
- Format : Couleur - 1,85:1 - 35 mm - DTS
- Genre : Comédie militaire
- Durée : 97 minutes
- Dates de sortie : États-Unis : 24 mars 1995
- Recette : États-Unis ~ 29 412 050 $ US[1]

## Distribution
- Damon Wayans : Major Benson Willifred Payne
- Karyn Parsons : Emily Walburn
- Steven Martini : Cadet Alex Stone
- Andrew Leeds : Cadet Dotson
- Chris Owen : Cadet Wuliger
- Joseph Blaire : Cadet Bryan
- Orlando Brown : Cadet Kevin 'Tigre' Dunne
- R. Stephen Wiles : Cadet Heathcoat
- Damien Dante Wayans : Cadet Deak Williams
- Peyton Chesson-Fohl : Cadet Johnson
- Stephen Coleman : Cadet Leland
- Mark W. Madison : Cadet Fox
- William Hickey : Dr. Phillips
- Michael Ironside : Lieutenant-Colonel Stone
- Albert Hall : Brigadier-Général Decker